# I-mode
i-mode e безжична интернет услуга, популярна в Япония постепенно популяризираща се и в други части на света. i-mode е пуснат в Япония на 22 февруари 1999 г. Услугата позволява достъп до определен брой сайтове, от които се получава разнообразна информация.
Мобилната услуга i-mode е създадена от японската телекомуникационна компания NTT DoCoMo и е предназначена за съвременните и динамични хора, които нямат време да опознават сложни технологии, а просто желаят да имат достъп до последните новини, справочна информация и различни забавления през мобилния си телефон по най-бърз и лесен начин.
Най-общо, i-mode обединява функциите на модерен мобилен телефон с интернет браузър, програма за електронна поща и някои други потребителски приложения. Всички те са достъпни по всяко време и навсякъде в мрежата на GLOBUL, буквално с натискането на един бутон.
За първи път, услугата е предложена на японския пазар през февруари 1999 г., а към настоящия момент всеки трети жител на страната използва i-mode. Маркетингови изследвания сочат, че абонатите на NTT DoCoMo предпочитат услугата пред истинските вестници и реалната телевизия, а за част от тях i-mode напълно задоволява нуждите и от Интернет.
В наши дни над 53 милиона потребители в Япония, Германия, Холандия, Белгия, Франция, Испания, Италия, Гърция, Австралия, Тайван, Великобритания, Сингапур, Израел, Ирландия и Русия използват i-mode. Мобилните оператори, които предлагат услугата са обединени в т.нар. i-mode алианс. Ще бъде затворен през 2026 г.